# A. Cecile J.W. Janssens
Pour les articles homonymes, voir Janssens.
Cecile Janssens (ou A. Cecile J.W. Janssens), née le 15 juin 1968 et morte le 8 septembre 2022, est une épidémiologiste néerlandaise et professeure de recherche en épidémiologie translationnelle au Centre médical Érasme à Rotterdam puis à l'Université Emory à Atlanta.
Elle est une spécialiste de la prédiction du risque génétique. Elle discute l'importance accordée au rôle de la génétique dans la prévention et le traitement des maladies humaines. Elle se penche également sur le traitement des informations scientifiques par les médias et invite à une lecture critique, à la fois dans son enseignement et dans sa communication personnelle sur les réseaux sociaux.

## Biographie

### Jeunesse et formation
Anna Caecilia Josephina Wilhelmina Janssens est née aux Pays-Bas le 15 juin 1968 . Elle passe son enfance à Oisterwijk.
Elle est titulaire d'une maîtrise en psychologie de l'université d'Utrecht, d'une maîtrise en épidémiologie et d'un doctorat obtenu en 2003.

### Carrière scientifique
Cecile Janssens travaille dans le domaine de la génomique clinique et de la santé publique, avec une attention particulière à la prédiction du risque génétique basée sur le score polygénique pour des maladies complexes comme le diabète et les maladies cardiovasculaires, dont elle conteste l'importance. Elle considère également excessive la focalisation sur le rôle de la génétique dans les tentatives de prévention et de traitement des maladies humaines,,,.
Cecile Janssens est professeure d'épidémiologie translationnelle au département d'épidémiologie au Centre médical Érasme à Rotterdam. Elle y fait d'abord des recherches sur le bien-être des personnes atteintes de sclérose en plaques puis s'intéresse à l'essor du test génétique. Elle pense rapidement que, dans ce domaine, les attentes et les promesses ne correspondent pas toujours à la réalité. Elle rejoint les Centres pour le contrôle et la prévention des maladies à Atlanta en 2006 et publie une série d'articles très appréciés sur la valeur prédictive des tests.
Elle est nommée professeure de recherche en épidémiologie translationnelle à la Rollins School of Public Health (en) de l'Université Emory aux États-Unis, en 2012. Elle y donne, depuis 2013, un cours pour les étudiants de premier cycle sur la façon d'analyser les informations à caractère scientifique avec un esprit critique et utilise régulièrement les medias sociaux pour disséminer des informations scientifiques à un large public,. Elle alerte sur la nécessité d'études scientifiques rigoureuses et fiables et traque les faiblesses méthodologiques ou statistiques,.
Cecile Janssens développe CoCites, un système de recherche de littérature scientifique qui trouve des articles scientifiques pertinents en recherchant quels articles sont souvent cités ensemble, ce qui donne un meilleur résultat que la recherche par mots-clés,.

### Reconnaissance
Elle obtient plusieurs financements personnels dont la bourse Erasmus Young Investigators Fellowship en 2006, le Vidi award du Conseil de la recherche néerlandais (nl) en 2007 et le European Research Council Starting grant en 2012,. Elle bénéficie également d'une bourse Public Voices du projet OpEd, une initiative américaine visant à placer des experts sous-représentés (en particulier des femmes) à des postes de direction éclairée,.

### Fonctions additionnelles
Avant son départ pour les États-Unis, Cecile Janssens préside l'Association néerlandaise de génétique communautaire et de génomique en santé publique et est membre du conseil d'administration de la Société néerlandaise de génétique humaine (Dutch Society of Human Genetics). Elle reste active au sein du Conseil néerlandais de la santé (nl).
Cecile Janssens participe à plusieurs réseaux (inter)nationaux, dont le Centre de biologie des systèmes médicaux (Center for Medical Systems Biology, CMSB), l'European Special Populations Research Network (European Special Populations Research Network, Eurospan), le Réseau européen d'épidémiologie génomique et génétique (European Network of Genomic and Genetic Epidemiology, ENGAGE), le comité des questions sociétales de l'International Genetic Epidemiology Society (IGES). Elle est membre du comité de rédaction de Medical Decision Making, Public Health Genomics et du Journal of Community Genetics. Depuis 2008, elle coordonne un programme de maîtrise ès sciences en génomique clinique et de santé publique à l'Institut néerlandais des sciences de la santé (Nihes).
Elle publie de nombreux articles dans des revues scientifiques comme celles du groupe NRC Media (nl)et le Nederlands Tijdschrift voor Geneeskunde (nl), le Huffington Post, Wired, The Conversation, Chronicle of Higher Education et le New York Times.
Le 17 juin 2022, A. Cecile J.W. Janssens est nommée par le Conseil des ministres des Pays-Bas, membre du Conseil scientifique pour la politique gouvernementale (nl) , un think thank indépendant chargé de conseiller le gouvernement. Elle doit entrer en fonction en janvier 2023.

### Fin de vie
Elle meurt le 8 septembre 2022, des suites d'une leucémie,. Au moment de son décès, elle finalise un livre sur le traitement des informations scientifiques par les médias.

## Publications (Courte sélection)
- (en) avec Najaf Amin, Cornelia van Duijn, Genetic Scoring Analysis: a way forward in Genome Wide Association Studies, dans European Journal of Epidemiology, vol. 24 pp. 585-587 Lire en ligne
- (en) avec Hennie R Boeije,It might happen or it might not’: how patients with multiple sclerosis explain their perception of prognostic risk, 2004, Lire en ligne
- (en) Collectif, Strengthening the Reporting of Genetic Risk Prediction Studies, 2011 Lire en ligne
- (en) avec Peter Kraft, Research Conducted Using Data Obtained through Online Communities: Ethical Implications of Methodological Limitations, 2012, Lire en ligne
- (en) Avec Eline Bunnik, Maartje Schermer, How Attitudes Research Contributes to Overoptimistic Expectations of Personal Genome Testing, The American Journal of Bioethics, Volume 9, 2009 - n. 6-7 Lire en ligne
- (en) Human traits are too complex to be genetically modified, dans Generic Ingineering, Susan Henneberg (éd.), Greenhaven Publishing LLC, 2016  (ISBN 9781534500099)
- (en) Avec Suman Kundu, Jannigje G Kers, Constructing Hypothetical Risk Data from the Area under the ROC Curve: Modelling Distributions of Polygenic Risk, 2019 Lire en ligne
- (en) DNA tells great stories -- about the past, not future, Wired , 2013 Lire en ligne
- (en) An Epidemiologist Reads the News: Why Health Reportage May Not Be as Healthy as You Think, ouvrage posthume à paraître en 2022 chez Oxford University Press